# کمپ رابین
کمپ رابین (به لاتین: Camp Robin) یک منطقهٔ مسکونی در ماداگاسکار است که در ناحیه آمبوهیماهاسوآ واقع شده‌است. کمپ رابین ۱۲٬۸۰۳ نفر جمعیت دارد و ۱٬۳۷۱ متر بالاتر از سطح دریا واقع شده‌است.